# Скандал у селі
Скандал у селі (англ. A Village Scandal) — американська короткометражна кінокомедія Роско Арбакла 1915 року.

## У ролях
- Роско ’Товстун’ Арбакл — Едді

- Реймонд Гічкок — фокусник
- Флора Забелле — дівчина Едді
- Аль Ст. Джон
- Х. МакКой